# Oliarus kasachstanica
Oliarus kasachstanica är en insektsart som beskrevs av Alexander Fyodorovich Emeljanov 1964. Oliarus kasachstanica ingår i släktet Oliarus och familjen kilstritar. Inga underarter finns listade i Catalogue of Life.